# شحرور أحمر الكتف
شحرور أحمر الكتف (الاسم العلمي: Agelaius assimilis) (بالإنجليزية: Red-shouldered Blackbird)‏ هو نوع من الطيور يتبع جنس الشحرور السربي من فصيلة الصفراويات.